# 쇼토칸
쇼토칸(松濤館)은 후나코시 기친에 의해 개발된 가라테의 방식 중 하나로 일련의 공개 시연을 통해 "가라데"를 대중화 시켰다.
가장 널리 시행되는 스타일인 쇼토칸은 전통적이고 영향력 있는 가라테 도의 형식으로 간주된다.